# Soto de Luiña
Soto de Luiña (Soutu Lluiña en asturiano) es una parroquia del concejo de Cudillero, en el Principado de Asturias (España). Alberga una población de 477 habitantes (INE 2009) en 413 viviendas. Ocupa una extensión de 11,05 km².
Está ubicada en la zona central del concejo. Limita al noroeste con el mar Cantábrico; al noreste, con la parroquia de Oviñana; al este y al sur, con la de San Martín de Luiña; al suroeste, con el concejo de Valdés, parroquia de Arcallana; y al oeste, con la parroquia de Novellana.
Cabe destacar el hospital de peregrinos y la iglesia de Santa María, ambos edificios relacionados con el paso del Camino de Santiago por la parroquia.

## Poblaciones
Según el nomenclátor de 2009 la parroquia está formada por las poblaciones de:
- Albuerne (lugar): 100 habitantes.
- Llanorrozo (Llanurrozu en asturiano) (aldea): 26 habitantes.
- Pandiello (Pandiellu) (casería): 13 habitantes.
- Prámaro (Prámaru) (lugar): 61 habitantes.
- San Pedro de la Ribera (San Pedru la Ribera) (lugar): 17 habitantes.
- Soto de Luiña	(Soutu Lluiña) (lugar): 257 habitantes.
- Troncedo (Troncéu) (casería): 3 habitantes.
- Valdredo (Valdréu) (lugar): 100 habitantes.

El lugar de Soto de Luiña, recibió en 1992, junto con el de Novellana, el premio Príncipe de Asturias al «Pueblo ejemplar». El conjunto histórico-artístico formado por la iglesia parroquial Santa María de Soto de Luiña, y la Casa Rectoral, antiguo Hospital de Peregrinos, ha sido declarado Patrimonio Mundial vinculado al Camino de Santiago por UNESCO en 2005